# Cachaporra-do-gentio
A cachaporra-do-gentio (Terminalia fagifolia e Terminalia argentea) é uma árvore brasileira nativa dos cerrados do Planalto Central e do Pantanal Mato-grossense, e da caatinga do vale do São Francisco e do norte de Minas Gerais até Pernambuco. Também é conhecida como capitão-do-seco.

## Descrição
Possui folhas membranáceas e agregadas na ponta dos ramos. As flores são pequenas, amareladas e racemosas. As drupas são duras e providas de asas coriáceas.

## Usos
A madeira é usada na carpintaria e para fabricar móveis.